# Myristica fugax
Espèce
Myristica fugax est une espèce de plantes de la famille des Myristicaceae.

## Liste des sous-espèces
Selon Catalogue of Life (11 avril 2019) :
- sous-espèce Myristica fugax subsp. fugax
- sous-espèce Myristica fugax subsp. septentrionalis

Selon Tropicos (11 avril 2019) :
- sous-espèce Myristica fugax subsp. septentrionalis W.J. de Wilde

## Publication originale
- Blumea 40(2): 284. 1995.